# Distretto di Commonwealth (Grand Cape Mount)
Il distretto di Commonwealth è un distretto della Liberia facente parte della contea di Grand Cape Mount. Il suo capoluogo è Robertsport.